# Angus McLaren
Angus McLaren (Leongatha, 3 de novembro de 1988) é um ator australiano que ficou conhecido pela série H2O: Just Add Water. Ele também apareceu na série de televisão "Vizinhos" (Neighbours), "Algo no Ar" (Something in the Air), "Blue Heelers", "Packed to the Rafters" e "Todos os Santos" (All Saints).

## Vida Pessoal
Quando tem um tempo livre, Angus gosta de estar com os amigos e família; McLaren nasceu em Wonthaggi, Victoria e cresceu em uma fazenda perto Leongatha. Angus é o baterista da banda "Rapids", e também toca baixo na banda "Lowensteins Bogey".

## H2O: Just Add Water
Ele fez Lewis, é o melhor amigo das meninas e, depois de ajudar Cleo a sair de uma confusão, descobre que elas são sereias e as ajuda a entender o que está acontecendo. Na 2ª temporada ele começa a namorar Cleo, porém eles terminam e ele começa a namorar Charlotte Watsford, que é inimiga de Emma, Rikki e especialmente de Cleo. Ao perceber que Charlotte era má e que ele ainda amava Cleo, ele termina com Charlotte e volta a namorar Cleo.
Além disso é muito inteligente, principalmente em Ciências Naturais como Biologia: na 1ª temporada se interessa por uma bióloga, que o chama para trabalhar com ela para procurar as sereias, mas ele não aceita, já que as sereias são suas melhores amigas. Angus McLaren saiu na 3ª temporada da série pois foi escalado para "Packed to the Rafters", embora tenha feito participações nessa temporada.

## Curiosidades
Angus esteve envolvido no passado com outras estrelas da Celebrity RedKite em um jogo da AFL Jogos, para a Fundação RedKite na arrecadação de fundos e de alegria também. Ele ajudou jovens, crianças e seus pais.
Foi um belo ato de Angus, e dos outros também.

## Televisão
- Packed to the Rafters (2008) - Nathan Rafter
- H2O: Just Add Water (2006) - Lewis
- Court of Lonely Royals (2006) - Pequena Participação
- Last Man Standing (2005) - Brendan Barton
- Fergus McPhail (2004) - Bob
- Silversun (2004) - Degenhardt Bell
- CrashBurn (2003) - Ben - Aged 15
- Double Vision (2002) - St. Louis Murder Victim
- Worst Best Friends (2002) - Eddie
- The Saddle Club (2001) - Darcy
- Something in the Air (2000) - Jason Cassidy
- All Saints (1998) - Angus Wilson
- Blue Heelers (1994) - Brad Delaney
- Neighbours (1985) - Jamie Clarke